# Bosanska Bojna
Bosanska Bojna es un pueblo de la municipalidad de Velika Kladuša, en el cantón de Una-Sana, Bosnia y Herzegovina.

## Superficie
Posee una superficie de 10,85 kilómetros cuadrados.

## Demografía
Hasta 2013 la población era de 61 habitantes, con una densidad de población de 5,6 habitantes por kilómetro cuadrado.